# Gylt
Gylt is een computerspel dat ontwikkeld en uitgegeven is door Tequila Works. Het spel is verschenen op 19 november 2019 als lanceringstitel voor Stadia.

## Plot
In het spel volgt men de tiener Sally, in een verdraaide wereld die haar jongere nicht Emily heeft opgeslokt. Emily is nu al een maand vermist en Sally moet haar zien te vinden in de verlaten klaslokalen van hun school. Maar zij zijn niet de enige aanwezigen; geheimzinnige monsters volgen hun voetstappen.

## Gameplay
De gameplay van het spel draait om het schuilen achter lage muren en omgevallen tafels, om zo de monsters te ontwijken. In het speelveld liggen voorwerpen verborgen die aanwijzingen geven, of voorwerpen die de speler moet verzamelen om verder te komen in het spel.

## Stadia
Gylt is een van de lanceertitels voor Google Stadia, een platform waarop spelers een computerspel streamen via het internet. Stadia biedt spelers de mogelijkheid om het spel op een desktop, laptop, smartphone of tablet te spelen, zonder dat het hoeft te worden geïnstalleerd.